# Sitios Ramsar de Madagascar

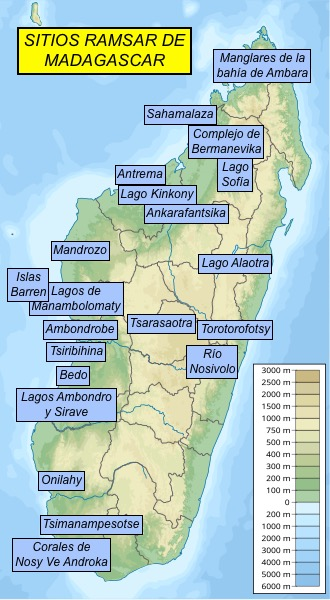
Mapa de Madagascar

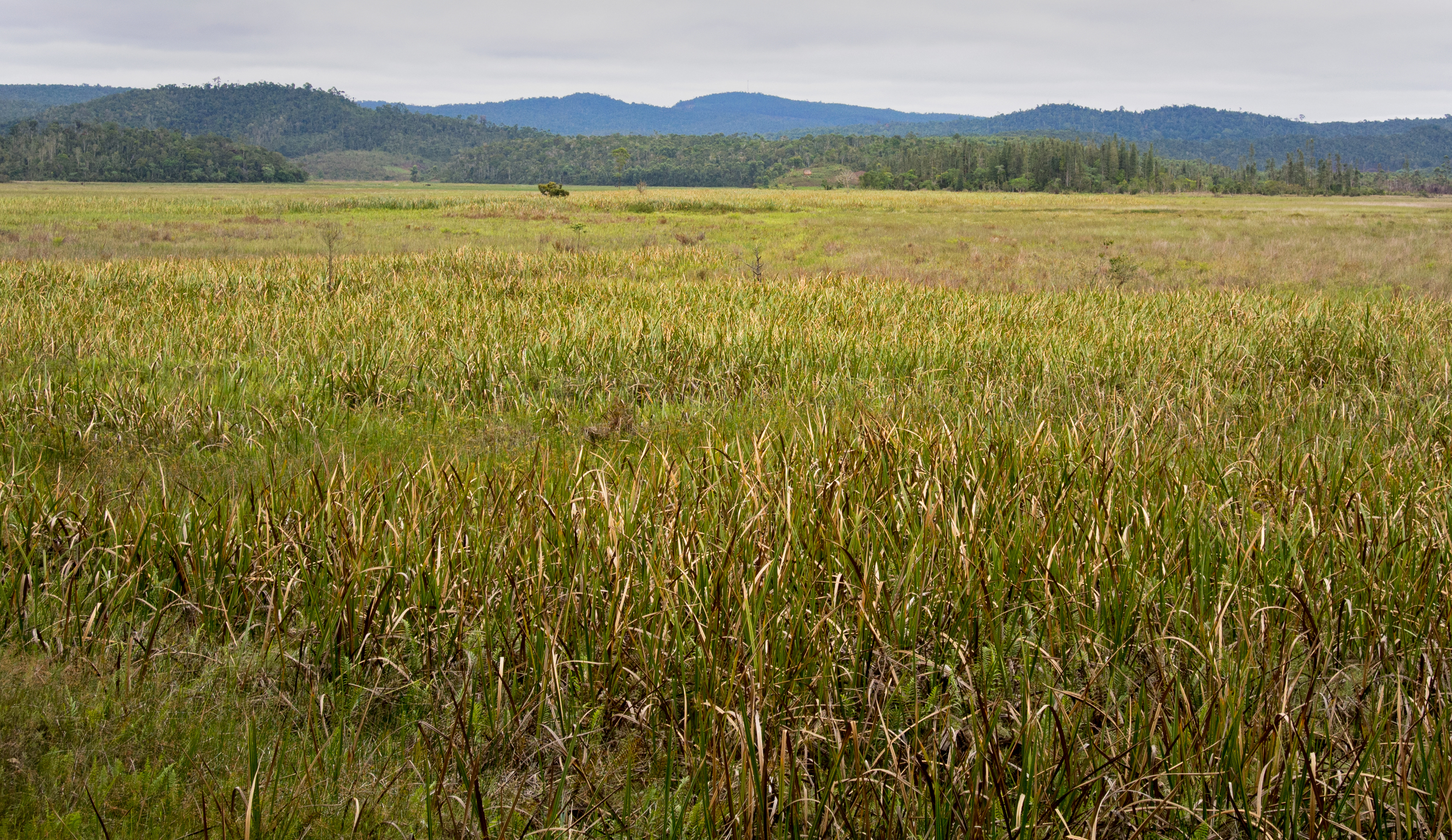
Humedales de Torotorofotsy

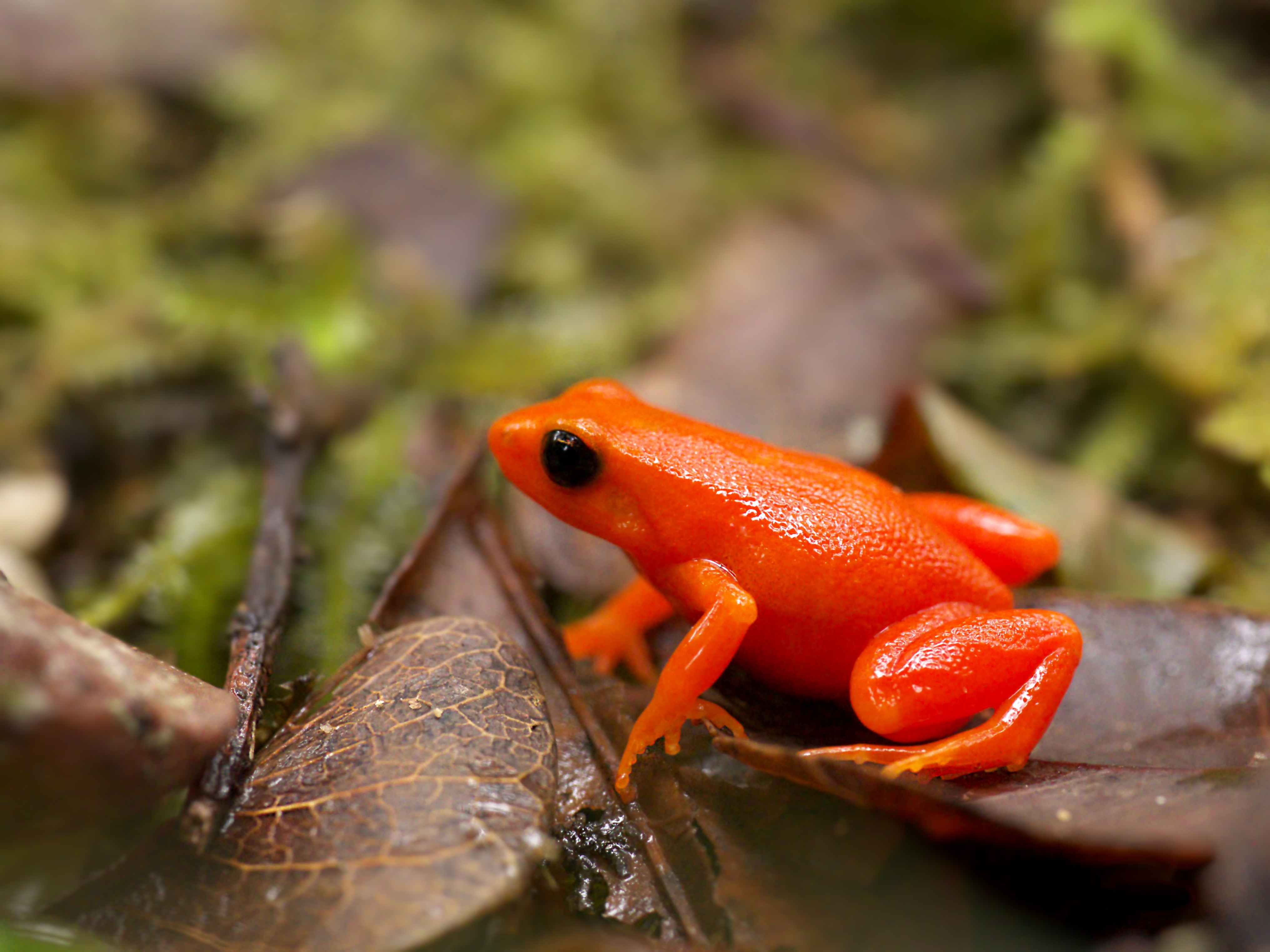
Mantella dorada, endémica de las marismas de Torotorofotsy

En 2022, Madagascar tenía 21 sitios Ramsar declarados desde 1999, que cubren una extensión de 21.479 km2. El proceso de designación de sitios Ramsar depende del Ministerio de Medio Ambiente, Ecología y Silvicultura (Ministry of Environment, Ecology and Forestry), del gobierno malgache, en colaboración con organizaciones de conservación que intervienen en Madagascar como Durrell Wildlife Conservation Trust, Blue Ventures, The Peregrine Fund y Madagascar National Parks, apoyados asimismo por WWF Madagascar, que gestiona varios de los sitios, y WWF International's Freshwater Practice.

## Sitios Ramsar
- Humedales de Bedo, 19,62 km², número 1686, desde 2007. Oeste de Madagascar en el centro de la región de Menabe, entre los ríos Morondava y Tsiribihina, en el extremo oeste de los bosques de Marandravy y Analabe. Hay garzas, garcillas y el vulnerable chorlitejo malgache. En el bosque hay lémures y tortugas. El río Mandroatse, que alimenta el humedal, es hogar del pez Paratilapia polleni y el cocodrilo del Nilo. Entre los recursos naturales, la totora o espadaña, conocida en el país como vondro, se usa en cestería y techumbres. Los productos de la pesca se venden en el mercado de Morondava, y el cercano bosque de baobabs es un atractivo turístico.[6]
- Humedal de Torotorofotsy, con sus afluyentes, 99,93 km², número Ramsar 1453, en 18°52′ S 48°21′ E, en la región de Alaotra Mangoro. Las marismas de Torotorofotsy y los ríos que las abastecen: Mokaranana, Ankahelava y Ambasimbavy se encuentran en el este de Madagascar. Marismas y humedales permanentes y temporales con bosques primarios fragmentados por zonas de cultivo y bosque esclerófilo al oeste. La rana mantella dorada es endémica del lugar. Hay unas cien especies de aves, entre ellas la polluela de Waters, la garcilla malgache, el pato de Meller, el rascón malgache y la agachadiza malgache. El sitio está en el corredor forestal Ankeniheny-Mantadia-Zahamena, un área de conservación primordial en el centro-este de Madagascar. Las marismas juegan un importante papel en el control de las inundaciones del área de la comunidad de Andasibe y alimenta las plantaciones de arroz de los valles. También provee de agua a los habitantes de Maromahatsinjo.[7]

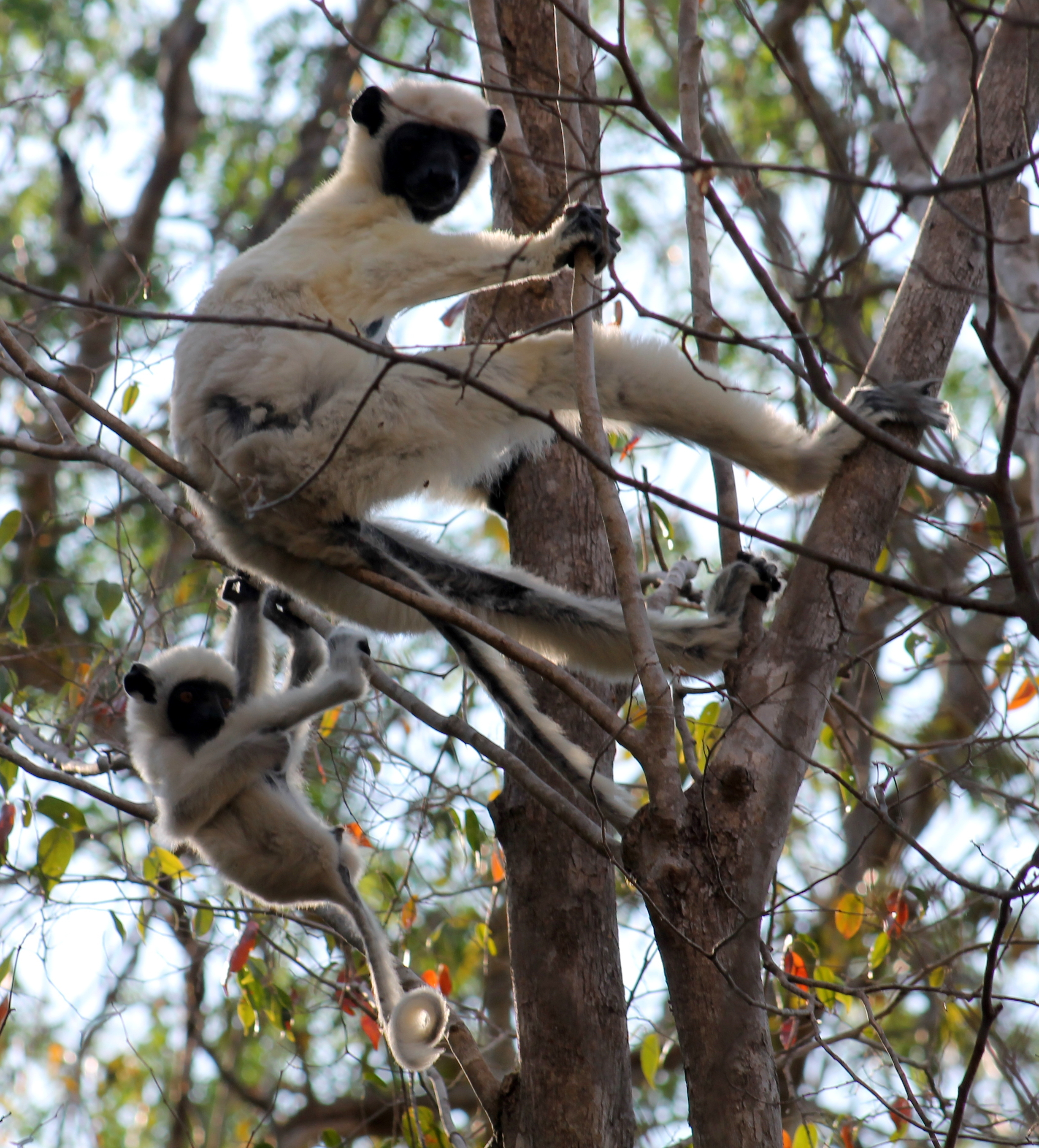
Sifaka de Deckens

- Complejo de lagos de Manambolomaty, 74,91 km², número Ramsar 963, en 19°1′ S 44°23′ E, desde 1998, en la región de Melaky. Formada por los lagos Ankerika, Antsamaka, Soamalipo y Befotaka, 35 km al oeste de Antsalova. Toda la zona está dentro del área protegida de Tsimembo Manambolomaty, de 626 km2, con lagos, manglares y bosques caducos, y es parte del IBA de interés para las aves del complejo de humedales de Manambolomaty y el bosque clasificado de Tsimemmbo, de 354 km2.[8] [9] Los lagos Soamalipo y Befotaka están unidos, y tienen una profundidad de 3 a 6 m según la estación. Es el hogar del 9 % de la población mundial de pigargo malgache y otras aves amenazadas como la garza malgache, la garcilla malgache, el ibis sagrado de Madagascar y la cerceta malgache. También se encuentra la tortuga Erymnochelys madagascariensis, el lémur sifaca de Decken y maderas preciosas como el palisandro.[10]

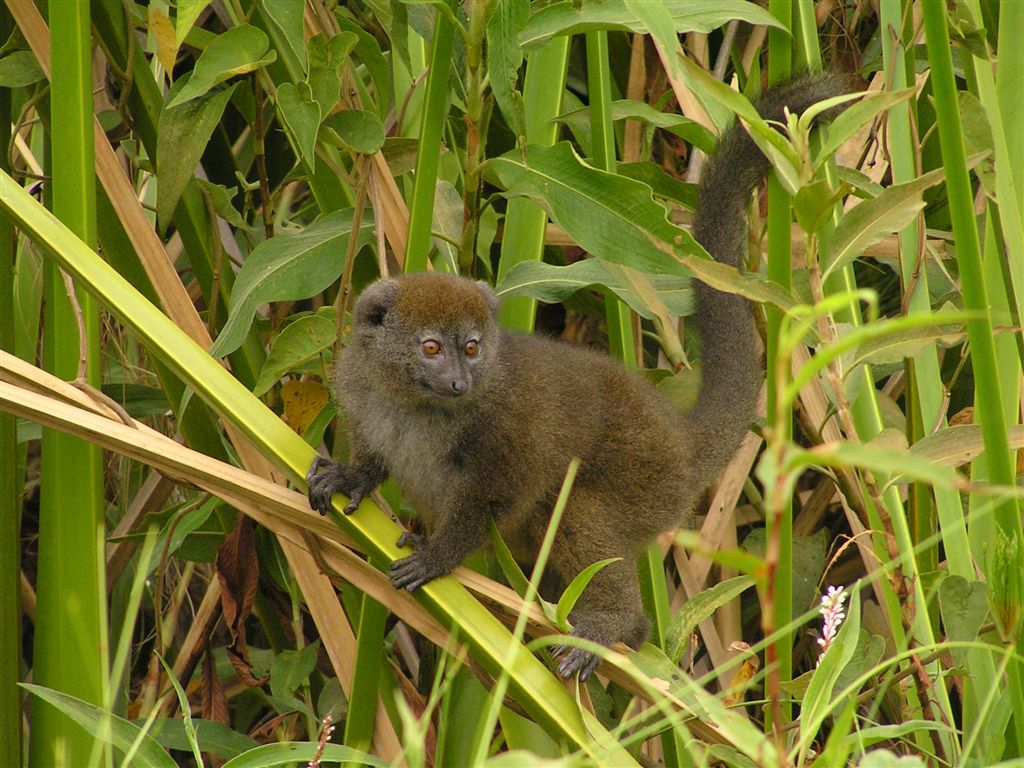
Bando o lémur de los carrizos de Alaotra

- Lago Alaotra, humedales y vertientes, 7.225 km², númro 1312, en 17°35′ S 48°20′ E, desde 2003. El sitio incluye cuatro ríos, Sahabe, Sasomanga, Sahamaloto y Anony, y sus áreas de captación. Los humedales vierten en el océano Índico a través del río Maningory, al este de Madagascar. Es hábitat natural del amenazado bandro, un pequeño primate que vive exclusivamente en los carrizales.[11]

- Complejo de humedales de Bemanekiva, 100 km². Número Ramsar 2287, en 14°20′ S 48°34′ E, desde 2017. En la región de Sofía, al noroeste de Madagascar, en una zona fragmentada con bosque lluvioso tropical, praderas, marismas y pantanos, lagos, ríos y torrentes.  Se han registrado unas 106 especies de aves, entre ellas el porrón malgache, el único pato buceador de la isla, descubierto en 2006 en este sitio. Asimismo se encuentran el pato de Meller, la garcilla malgache, el zampullín malgache, el rascón malgache, el águila culebrera azor, el aguilucho lagunero malgache, la newtonia colirroja, el bulbul oscuro y 7 especies de lémur. El sitio se usa para regar campos de arroz.[12]

- Manglares de la bahía de Ambaro, 540 km2, número 2438, en 13°11′ S 48°49′ E, desde 2020. La bahía de Ambaro se encuentra en la costa noroeste, formando parte del canal de Mozambique, entre la isla de Nosy Faly y Port Saint-Louis. Extensos manglares hasta la misma línea de mar. Se han registrado 99 especies de aves, 44 acuáticas. Algunas amenazadas, como el pigargo malgache, la garza malgache, la garcilla malgache, la cerceta malgache y la vanga de Van Dam. Entre los lémures, el lémur negro y el lémur ratón de Sambirano. Entre los peces, Arius madagascariensis, Sardinella melanura y Ambassis commersoni. Hay siete especies de manglares.[13]

- Barrera de coral Nosy Ve Androka, 914 km². Número 2285, en 24°34′ S 43°52′ E, desde 2017. Un grupo de ocho áreas en la costa sur de Madagascar. Incluye una red de arrecifes de coral y hábitats marinos, como un profundo bajío con arrecifes de coral y playas. Hay unas 140 especies de coral, 240 de peces, moluscos, equinodermos y fanerógamas marinas. Entre los peces, el celacanto de Comoras, cinco especies de tortuga marina (tortuga verde, tortuga carey, tortuga olivácea, tortuga boba y tortuga laúd), dugongos, delfines y ballenas.[14]

- Humedales de Ankarafantsika, 331,5 km², número 2289, desde 2017, el sitio Ramsar cubre una parte del parque nacional de Ankarafantsika, un complejo de seis lagos permanentes, ríos y corrientes, y pantanos de palmeras rafia. Algunos de los lagos son considerados sagrados. En torno a los lagos hay densos bosques secos con plantas endémicas y amenazadas, de los géneros Diospyros, Dalbergia y Adansonia. Hábitat crítico para la tortuga de cuello oculto de Madagascar.[15] Hay cocodrilo del Nilo, 15 especies de peces, de las que 5 son endémicas y amenazadas, y 22 aves acuáticas. Es el segundo lugar en importancia para el cultivo del arroz en Madagascar.[16]

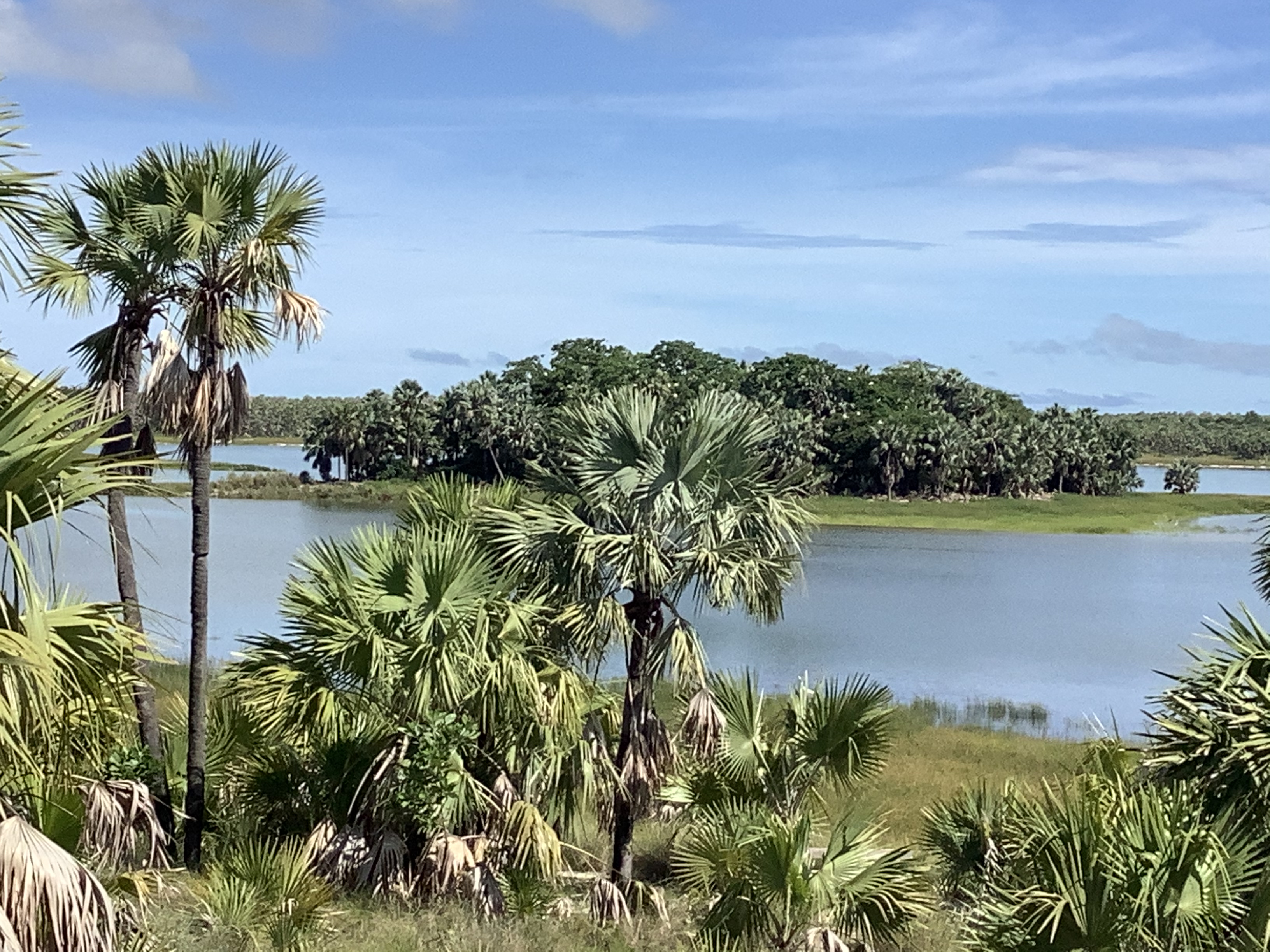
Lago Sariaka en el sitio biocultural de Antrema

- Sitio biocultural de Antrema, 206 km², número 2286, en 15°46′ S 46°7′ E, desde 2017. En el noroeste de Madagascar, lagos permanentes y temporales, ríos, torrentes, estuarios, zonas intermareales y manglares, con unos 10 km2 de parque marino, bosques secos en dunas y suelos lateríticos.[17] El complejo de bosques y humedales comprende 220 plantas endémicas, 5 especies de lémur, 18 de reptiles y 3 de anfibios. Se han registrado 70 especies de aves, de las que 23 son acuáticas. En los ríos hay 21 especies de peces, de 16 familias, entre ellos los endémicos Pachypanchax arnoulti y Paratilapia polleni. El sitio abastece a las comunidades locales y tiene cierta importancia espiritual. Los lémures son considerados sagrados, sin embargo, la erosión de las tierras deforestadas está causando que se sequen los lagos y se reduzcan los humedales.[18]

- Humedal de Mandrozo, 151 km², número 2049, en 17°32′ S 44°5′ E, desde 2012, en la región de Melaky, al oeste de Madagascar. Un humedal aislado con un lago permanente, el quinto más grande del país, rodeado de marismas, campos de arroz, bosque caduco y sabana. Entre las aves que crían, el pigargo malgache y la polluela negra malgache, así como la tortuga de cuello oculto de Madagascar y diversos reptiles. Entre los árboles, el baobab Adansonia madagascariensis y la leguminosa Dalbergia bathiei. Miles de familias viven del lugar.[19]

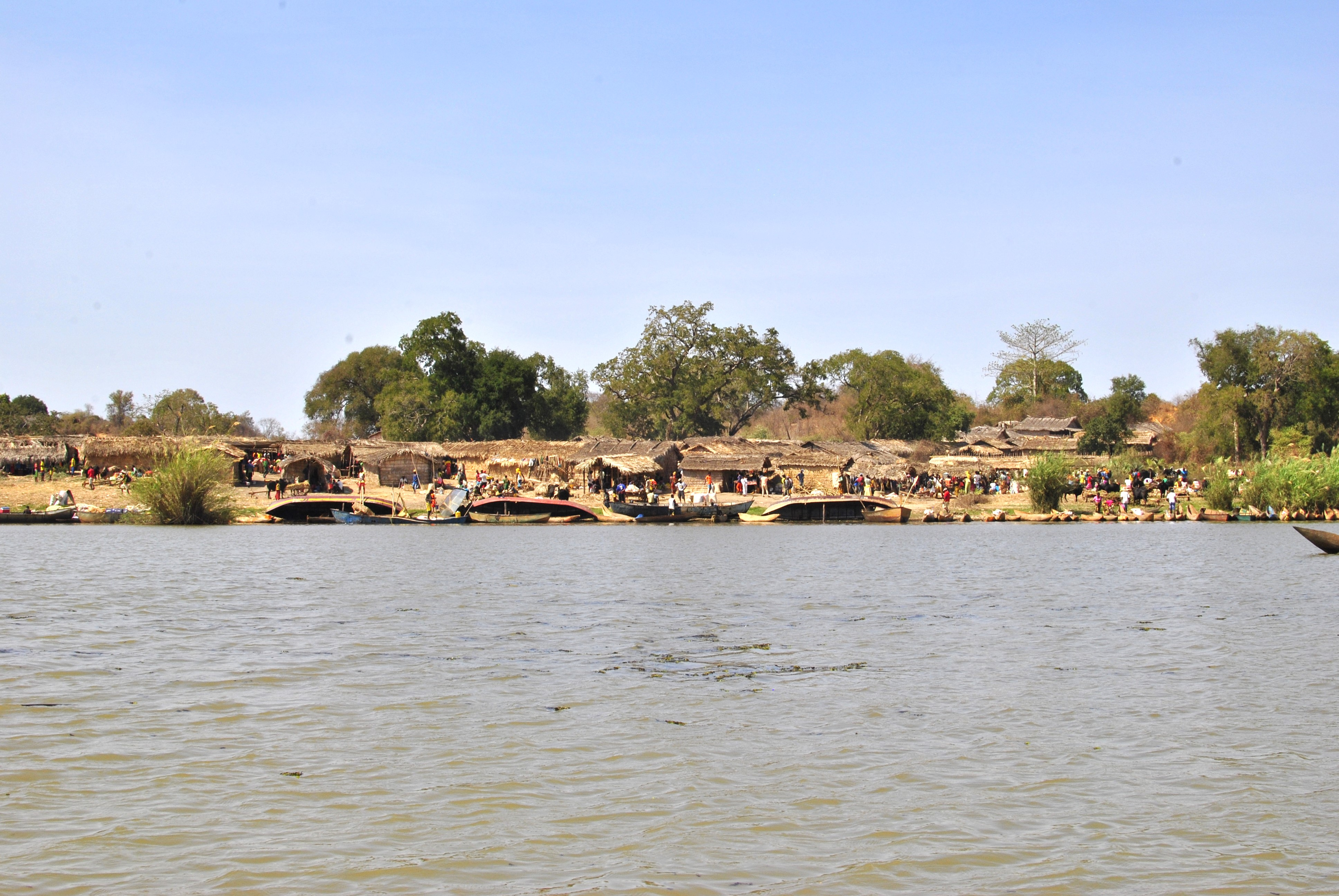
Pueblo de Makary en el lago Kinkony

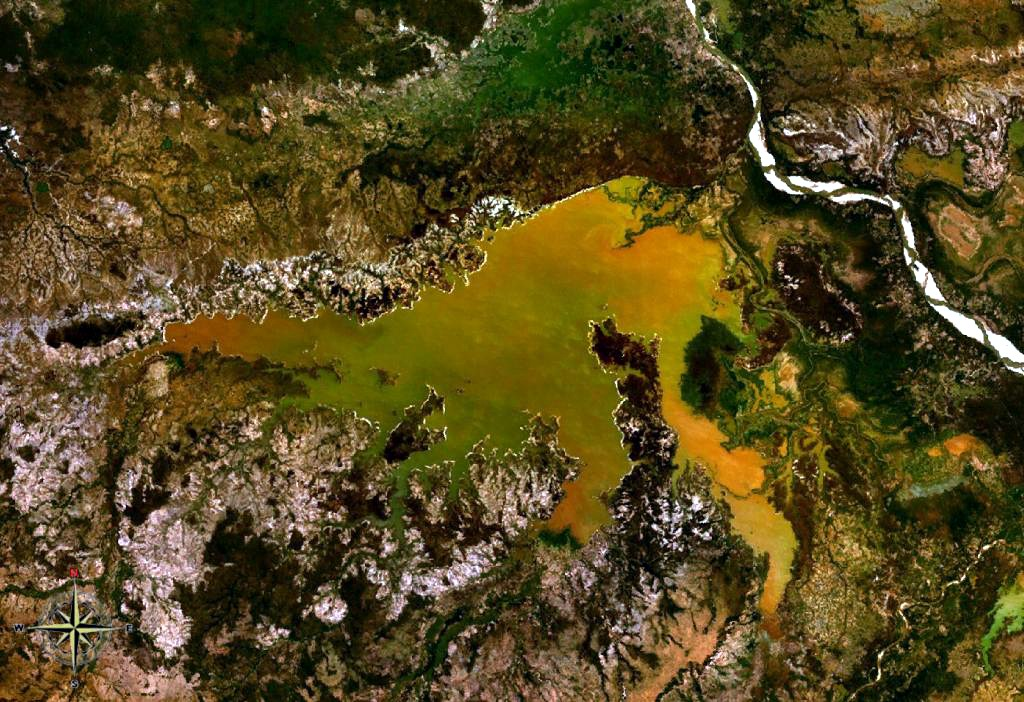
Lago Kinkony desde el espacio. Imagen de la NASA

- Lago Kinkony y entorno, 128 km², Número 2048, en 16°9′ S 45°50′ E, desde 2011. Es también reserva de caza y forma parte del área protegida del complejo Mahavavy Kinkony. El lago en sí tiene 100 km2 y se encuentra en la región de Boeny, provincia de Mahajanga., en el noroeste. Diversas comunidades locales viven alrededor, de los cultivos de arroz. En las orillas del lago predominan los carrizales de Phragmites mauritianus, en los que viven nas 45 especies de aves acuáticas. En el lago hay 18 especies de peces, entre ellos el amenazado Paretroplus dambabe y el vulnerable Paretroplus kieneri. También se encuentra la tortuga de cuello oculto de Madagascar, Erymnochelys madagascariensis, una especie prehistórica  en peligro crítico.[20] El lago está amenazado por la sobrepesca y la destrucción de las cuencas de drenaje para la agricultura, creando terrazas para cultivar arroz.[21]

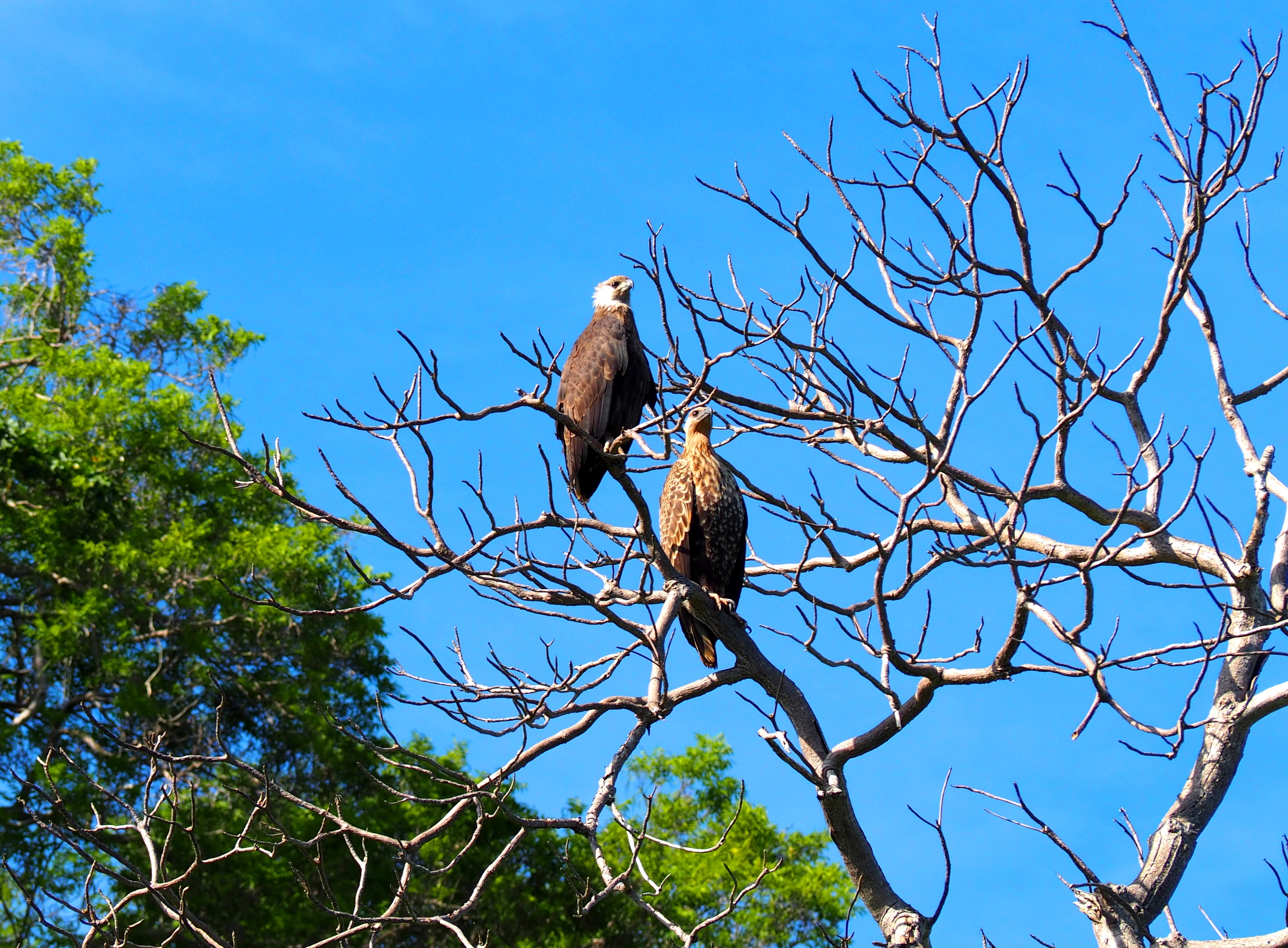
Pigargos malgaches en Sahamalaza

- Humedales de Sahamalaza, 240 km². Número 2288, en 14°11′ S 47°53′ E, desde 2017. Consiste en una serie de áreas marinas y costeras en los estuarios de los ríos Maetsamalaza, Berondra y Manambaro, los cuales separan la península de Sahamalaza y la costa de Maromandia, en el noroeste. Los arrecifes de coral cubren unos 1282, mientras que los manglares cubren 100 km2 y unas ocho especies de manglares. Entre las aves, como el pigargo malgache, la garza malgache y la garcilla malgache. Los arrecifes tienen lechos de pastos marinos y son poco profundos en la bahía de Ramanetaka, y más profundos en la otra orilla, diseccionada por canales.[22]

- Manglares de Tsiribihina, 472 km², número 2302, en 19°44′ S 44°27′ E, desde 2017. Al oeste del país, en la región de Menabe, a lo largo de la costa a ambos lados de la desembocadura del río Tsiribihina. Incluye lagunas, bancos de arena, Marismas salinas y de turba, tierras secas y unos 200 km2 de manglares, el 8,5 % del total de Madagascar. Hay unos 40.000 ejemplares de aves acuáticas de 44 especies, con más de 9000 ejemplares de charrán bengalí, más de 7000 de flamenco enano, más de 5000 de flamenco común, unos 2500 de dromas, 4500 de correlimos zarapitín y unos 2000 de correlimos tridáctilo, entre otros. Es hogar del lémur sifaca de Verreaux y el zorro volador de Madagascar, así como la tortuga carey.

- Humedales de Ambondrobe, km², número 2300, en 19°13′ S 44°32′ E, desde 2017. En la costa oeste de Madagascar, en la llanura del bajo Manambolo, en la región de Menabe, entre las localidades de Ankaivo y Aboalimena. Incluye el lago permanente Ambondrobe, lagos satélites temporales, pantanos y ecosistemas forestales de transición. Hay unas 10.000 aves acuáticas, con numerosas garzas y garcetas, así como el ibis sagrado de Madagascar, el pigargo malgache y la tortuga de cuello oculto, con más de un centenar de nidos. Hay también lémures, reptiles, anfibios y otros mamíferos pequeños, como el zorro volador de Madagascar. El bosque seco de la costa occidental tiene especies como Commiphora guillauminii, katrafay (Cedrelopsis grevei), mpanjakabenitany (Baudouinia fluggeiformis), amaninomby (Terminalia ruffovestita) y farafatsy Givotia madagascariensis. El plan de gestión intenta armonizar la conservación con las necesidades de las comunidades locales.[23]

- Humedales del Onilahy, 429 km², Número Ramsar 2304, en 23°30′ S 44°2′ E, desde 2017. En el Área protegida de Amoron’i Onilahy, en el sudoeste de Madagascar, cubre unos 75 km de la cuenca inferior del ró Onilahy y algo de sus valles adyacentes, ríos lagos, pantanos y marismas, así como bosques de galería de las mesetas Mahafaly y Belomotra, a cada lado del río. La zona es muy heterogénea, con 27 mamíferos registrados, de los que seis son lémures endémicos, como el lémur de cola anillada y el sifaca de Verreaux. Hay 56 especies de reptiles, incluyendo cocodrilos, anfibios y dos especies de tortugas de agua dulce, así como 79 especies de aves acuáticas y el reciente pez Allenbatrachus meridionalis.[24] Los humedales están amenazados por la expansión de la agricultura y por la producción indirecta de carbón vegetal aguas arriba, que promueve la erosión.[25]

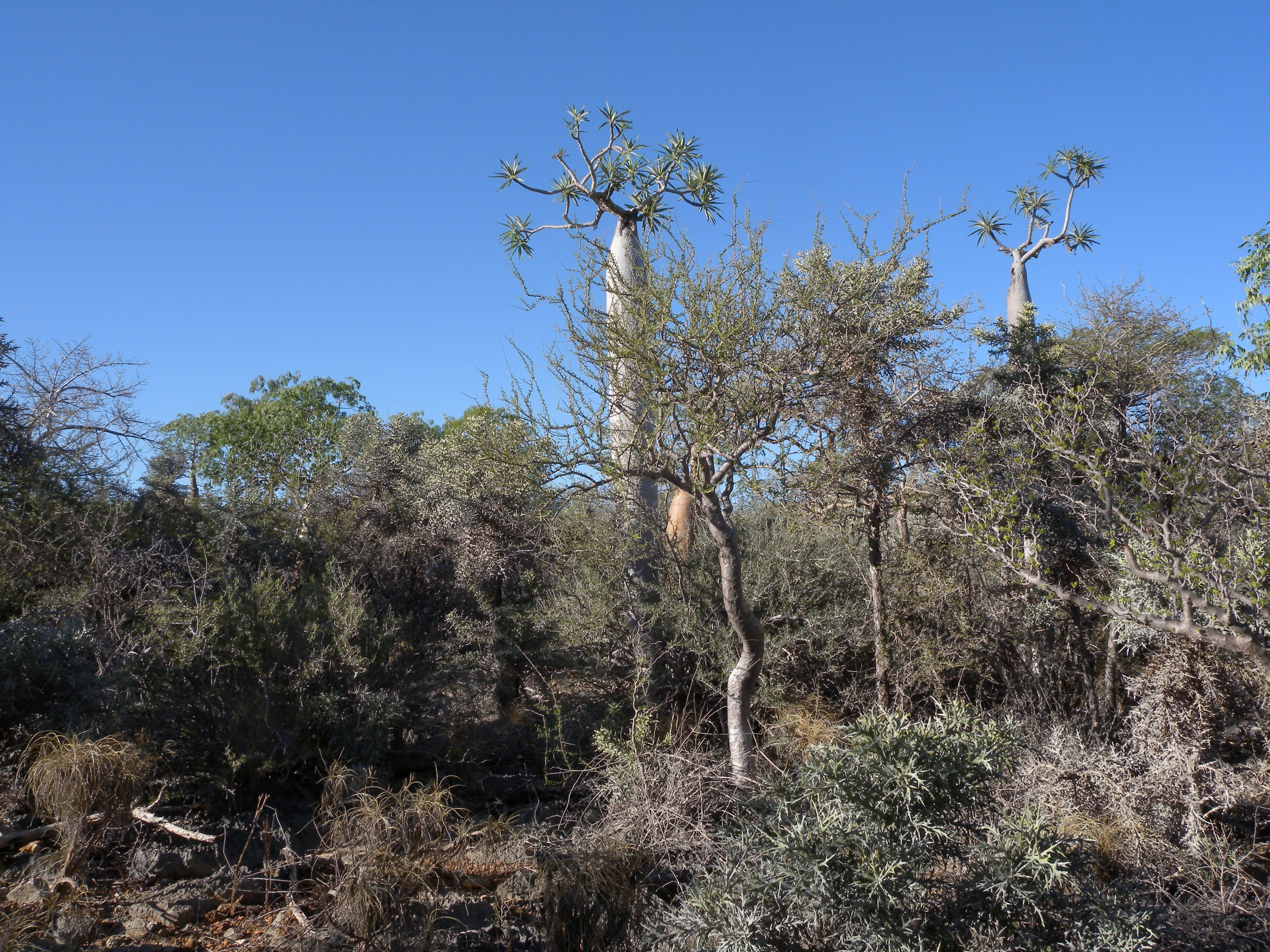
Matorral espinoso en el parque nacional de Tsimanampetsotsa

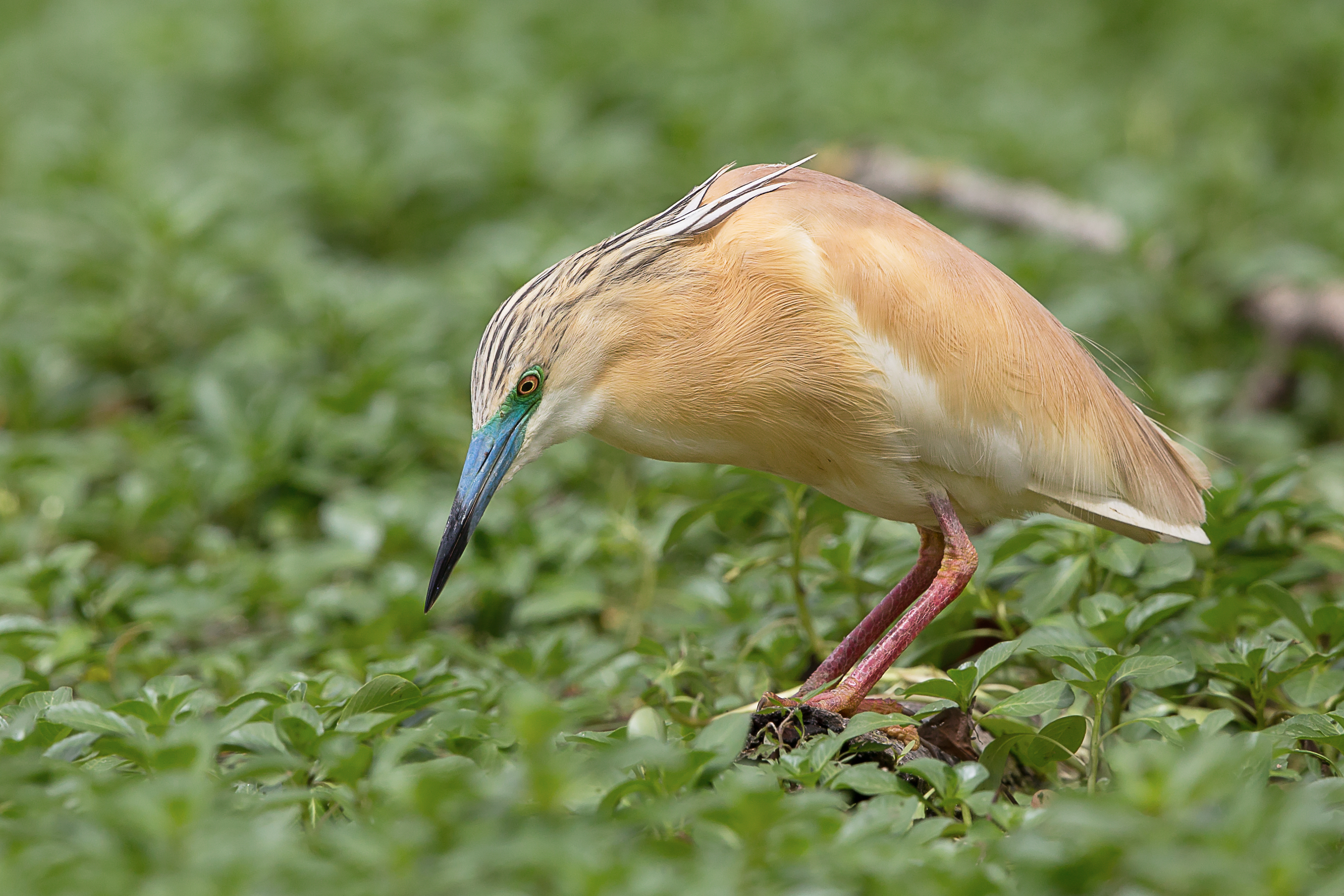
Garcilla cangrejera

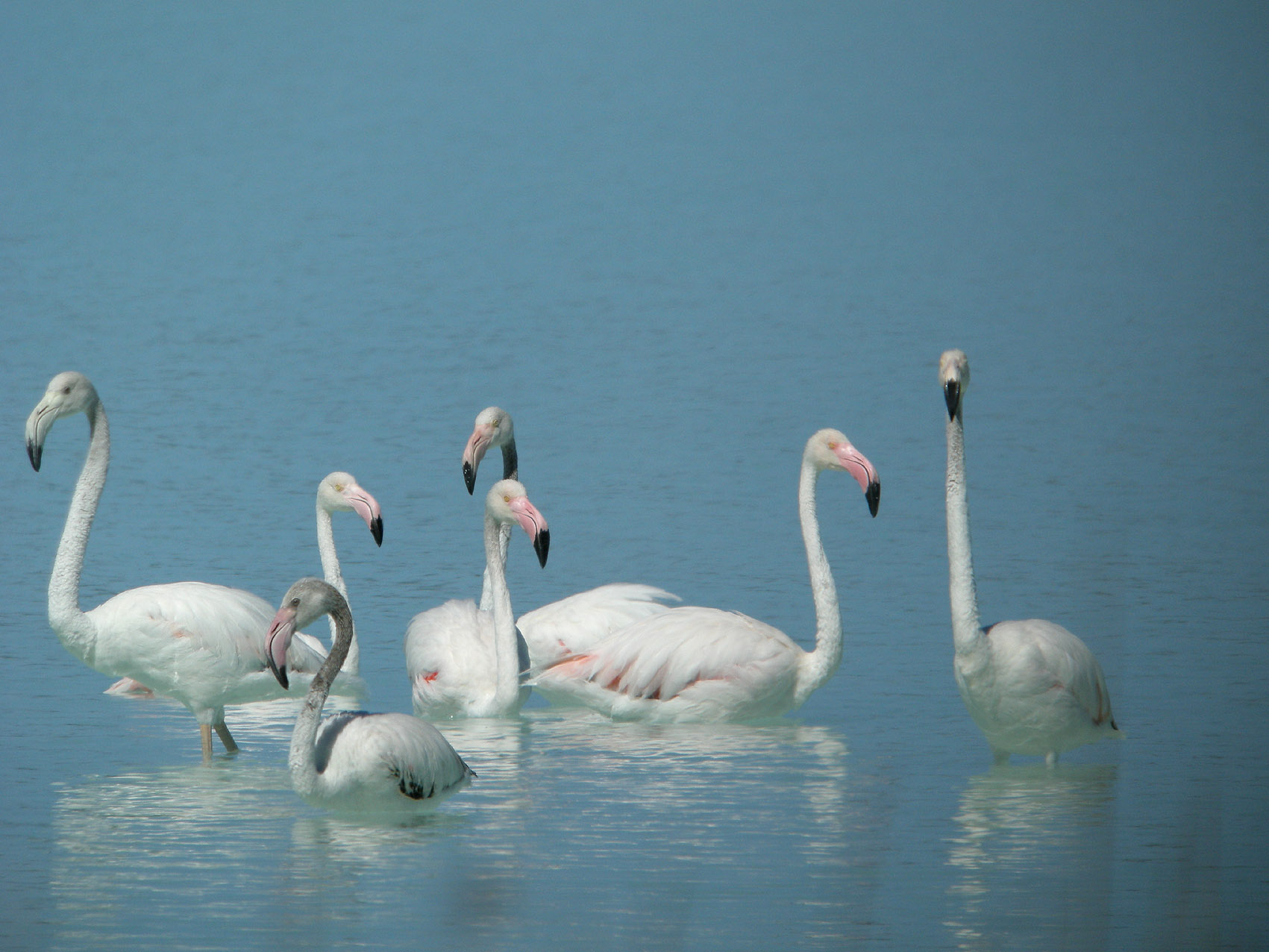
Flamencos en el lago de Tsimanampetsotsa

- Lago Sofía, 16,5 km². Número 2301, en 14°35′ S 49°0′ E, desde 2017, en la región de Sofía, al norte. El lago es permanente, en el distrito rural de Marotolana. Posee pantanos de Cyperus y ríos que abastecen y desaguan el lago. Una tormenta que ensanchó uno de los canales de desagüe en 2024 ha reducido un 90 por ciento el tamaño del lago, que usualmente cubría 1650 hectáreas (16,5 km2), lo que ha llevado a planificar la construcción de una presa para salvar la biodiversidad de la zona.[26] Entre los ecosistemas, grupos de eucaliptos, acompañados de guava, un fruto tropical. Hay en la zona registradas 36 especies de aves acuáticas, con más de un millar de individuos, destacando los más abundantes rascón malgache, carricero malgache y garcilla cangrejera. Los alrededores se han convertido en arrozales.[27]

- Islas Barren, 4.632 km². Archipiélago entre 15 y 65 km al sudeste de Maintirano, en el canal de Mozambique, en los distritos de Maintirano y Antsalova, en la región de Melaky. Arrecifes de coral, praderas marinas, manglares, marismas de estuario, dunas costeras y bosques semiáridos. Hay 30 géneros de coral y 150 especies de peces. Entre las aves, pigargo malgache, en peligro crítico, garza malgache y cerceta malgache, cinco especies de tortugas, ocho de tiburón, el celacanto, 13 de delfines y dugongo. ballenas y rayas.[28]

- Parque de Tsarasaotra, 10,4 ha, número Ramsar 1464, en 18°52′ S 47°31′ E, desde 2005, en la zona industrial de Antananarivo. El parque rodea el lago Alarobia, con un islote, zonas inundables y un bosquete en el extremo. Los árboles en torno al lago son eucaliptos y alcanforeros, y en la orilla hay carrizales de juncos y Cyperus. Es un refugio para garzas y ánades amenazados. Es el único sitio de las tierras altas donde se encuentra la garcilla malgache y es hogar del ánade malgache y el zampullín malgache. Tiene problemas de erosión y eutrofización.[29]

- Río Nosivolo y afluentes, 3.585 km², número Ramsar 1916, en 20°6′ S 47°58′ E, desde 2010, en los distritos de Marolambo y Mahanoro, región de Atsinanana, provincia autónoma de Toamasina, en el este de Madagascar, sin costa. El río Nosivolo es el principal afluente del río Mangoro. Sus principales afluentes son el Sandranamby (que se une cerca de Marolambo), el Sahadinta, el Manandriana y el Sahanao. El sitio Ramsar abarca un tramo de 130 km de río y casi 3600 km2 de la cuenca, en la que hay, además de las corrientes, islas en los cauces, lagos, pantanos, vestigios de selvas tropicales, bosques de galería, bosques secundarios de talas anteriores y cultivos. Hay 19 especies endémicas de peces, entre ellos la Oxylapia polli. Entre las aves, hay seis endémicas: el rascón malgache, la agachadiza malgache, el gavilán malgache, la carraca terrestre cabecirrufa, el silvícola foditany y el vanga de Pollen. Hay también 10 especies de lémures, reptiles y plantas endémicas. En la zona se practica el cultivo de arroz, la minería de oro y piedras preciosas, la caza y la pesca.[30]

- Complejo de los lagos Ambondro y Sirave, 144,8 km², número Ramsar 2224, en 20°54′ S 43°56′ E, desde 2015, en la región de Menabe, al sudoeste de Madagascar. El lago Ambondro se encuentra a 24 m de altitud, asimismo el nombre designa el género de un fósil extinto a mediados del Jurásico en Madagascar.[31] El complejo de los lagos comprende una variedad de hábitats con lagos de duna, manglares, zonas iontermareales y marismas. Entre la variedad de animales amenazados se encuentran la garza malgache, la garcilla malgache, la cerceta malgache y el chorlitejo malgache. Además, es un área importante de reproducción y anidación para aves acuáticas migratorias tales como el correlimos zarapitín , el archibebe claro y el chorlitejo grande. Se pueden ver incluso flamencos. El manglar alimenta al 90 % de la población, que practica en el lugar la agricultura, la pesca y la caza.[32]

- Parque nacional de Tsimanampetsotsa, 2037 km2, número Ramsar 962, en 24°22′39″ S 43°58′32″ E, desde 1998. En el sudoeste de Madagascar, provincia de Toliara. Única reserva caracterizada por un lago alcalino poco profundo con aguas abiertas y orillas pantanosas con plantas halófitas y colonias de zampullín malgache. El 90 por ciento de la fauna y la flora son endémicos. Hay grandes baobabs y banianos, así como densos matorrales xerófilos en las mesetas calcáreas del parque, hábitat ideal de aves migratorias, como los flamencos comunes y chicos, y mamíferos amenazados como el lémur sifaca de Verreaux y el lémur saltador de pies blancos. Murciélagos, serpientes y el emblemático pez Typhleotris madagascariensis viven en las corrientes subterráneas de las cuevas.[33]